# Très honorable correspondant
Ne doit pas être confondu avec Honorable correspondant.
Pour plus de détails, voir Fiche technique et Distribution.
Très honorable correspondant (titre original : Kiss Kiss... Bang Bang) est un film italien réalisé par Duccio Tessari sorti en 1966, avec Giuliano Gemma.
Le titre français est une allusion à l'honorable correspondant, une personne n’appartenant pas à une centrale de renseignement, mais qui lui rend gratuitement des services occasionnels.

## Synopsis
L'ancien espion Kirk Warren a été condamné à mort après avoir été pris en flagrant délit alors qu'il tentait de voler un million de dollars. Pourtant, à la dernière minute, il lui est donné la possibilité de se racheter par la saisie d'une formule secrète avant que le terroriste notoire Mister X puisse s'en emparer. Warren fait semblant de s’exécuter mais, en réalité, il envisage de vendre la formule à Mister X au lieu de la fournir aux Services secrets britanniques.

## Fiche technique
Sauf indication contraire, les informations mentionnées dans cette section peuvent être confirmées par la base de données cinématographiques IMDb,  présente dans la section « Liens externes ».
- Titre français : Très honorable correspondant[1]
- Titre original : Kiss Kiss... Bang Bang
- Réalisation : Duccio Tessari
- Scénario : Fernando Di Leo, Bruno Corbucci, Duccio Tessari
- Photographie :	Francisco Marín
- Montage : Licia Quaglia
- Musique : Bruno Nicolai
- Producteurs : Luciano Ercoli et Alberto Pugliese
- Sociétés de production : Balcázar Producciones Cinematográficas, Méditerranée Cinéma, Rizzoli Film
- Pays de production :  Italie |  Espagne
- Langue de tournage : italien
- Format : Couleur (Technicolor) — 35 mm — 2,35:1 — Son : Mono
- Métrage : 2 700 mètres
- Genre : Comédie, Film d'aventure, Film d'espionnage
- Durée : 112 minutes
- Dates de sortie :
  - Italie : 16 mai 1966
  - France : 7 juin 1972[1]

## Distribution
- Giuliano Gemma (VF : Dominique Paturel) : Kirk Warren
- George Martin (VF : Jean-François Calvé) : Chico Pérez
- Lorella De Luca : Frida Kadar
- Nieves Navarro : Alina Shakespeare
- Daniele Vargas (VF : Roger Carel) : Tol Lim
- Georges Rigaud (VF : Roger Tréville) : M. Sébastien Wilcox
- Antonio Casas (VF : Philippe Dumat) : Pr Padereski
- Pajarito (VF : Guy Piérauld) : Dupont
- Carlo Gentili Del Carraio (VF : Jean Michaud) : le colonel Smithson
- José Manuel Martín (VF : Henry Djanik) : Jamaica

## À noter
- Le film a été tourné à Rome et à Londres[2].
- La chanson d'ouverture du film a été composée par Bruno Nicolai et Pino Cassia et est chantée par Nancy Cuomo[3].